# Édouard Mendy
Édouard Osoque Mendy (* 1. März 1992 in Montivilliers, Frankreich) ist ein senegalesisch-guinea-bissauischer Fußballtorwart. Er hatte bis zu seinem 25. Lebensjahr ausschließlich in Amateurligen gespielt, ehe er mit Stade Reims und Stade Rennes Erfahrungen in der französischen Ligue 2 und Ligue 1 sammelte. Nach seinem Wechsel zum FC Chelsea im Sommer 2020 entwickelte er sich zu einem Weltklasse-Torhüter und gewann 2021 die Champions League sowie die Auszeichnung als FIFA-Welttorhüter des Jahres. 
Mendy ist seit 2018 senegalesischer A-Nationalspieler und gewann mit der Nationalmannschaft den Afrika-Cup 2022.

## Karriere

### Verein

#### Zeit in Frankreich
Mendy spielte in seiner Jugend für verschiedene Vereine aus der französischen Hafenstadt Le Havre. Mit 19 wechselte er zur AS Cherbourg, für die er in seinen ersten beiden Jahren zu 8 Einsätzen in der dritten französischen Liga kam. Nach dem Abstieg in die Viertklassigkeit stand Mendy in der Spielzeit 2013/14 bei 18 Ligaspielen auf dem Feld und verließ Cherbourg anschließend, da sein Vertrag nicht verlängert worden war. Nach einjähriger Vereinslosigkeit, während der er sich bei der Reserve von Le Havre AC fit hielt und sogar Arbeitslosengeld in Anspruch nahm, schloss er sich der B-Mannschaft von Olympique Marseille an, mit der er in der vierten Liga antrat.
Zur Saison 2016/17 schaffte der Torwart mit seinem Wechsel zu Stade Reims den Sprung in den Profifußball und absolvierte in der Spielzeit 8 Spiele in der Ligue 2. In seiner zweiten Saison avancierte Mendy zum Stammtorwart und kam in 34 Ligaspielen seiner Mannschaft zum Einsatz, mit der er am Saisonende als Meister in die Ligue 1 aufstieg. Dort stand er in der folgenden Spielzeit in allen Ligaspielen im Tor von Reims und erzielte mit seiner Mannschaft einen einstelligen Tabellenplatz. Zur Saison 2019/20 wechselte Mendy zum Ligakonkurrenten Stade Rennes, bei dem er ebenfalls auf Anhieb Stammtorwart war und in der Europa League erste internationale Erfahrungen sammelte.

#### Weltklassetorwart beim FC Chelsea
Ende September 2020 wechselte Mendy zum FC Chelsea in die englische Premier League, bei dem er einen Fünfjahresvertrag unterzeichnete. Dort verdrängte er den Spanier Kepa, der als teuerster Torwart verpflichtet und zuvor bereits seit Monaten in der Kritik gestanden hatte, sofort als Stammtorhüter. Nach einem Gegentor in seinem Debütspiel behielt Mendy in den nächsten sieben Pflichtspielen eine „weiße Weste“. Am Saisonende belegte er mit Chelsea den vierten Tabellenplatz und gewann mit seinem Team die Champions League. Für seine Leistungen im Jahr 2021 wurde Mendy zum FIFA-Welttorhüter des Jahres gewählt. Zuvor hatte er schon beim IFFHS-Welttorhüter des Jahres hinter Gianluigi Donnarumma und Manuel Neuer den 3. Platz sowie bei der Jaschin-Trophäe von France Football hinter Donnarumma den 2. Platz belegt.

#### Wechsel nach Saudi-Arabien
Im Sommer 2023 wechselte er zu Al-Ahli nach Saudi-Arabien, wo er einen Vertrag bis 2026 unterschrieb. Am 3. Mai 2025 stand er mit Al-Ahli im Finale der AFC Champions League Elite, das man mit 2:0 gegen den japanischen Vertreter Kawasaki Frontale gewann.

### Nationalmannschaft
Mendy debütierte Mitte November 2018 beim 1:0-Sieg gegen Äquatorialguinea in der Afrika-Cup-Qualifikation in der senegalesischen A-Nationalmannschaft. Beim Afrika-Cup 2019 in Ägypten spielte er alle drei Gruppenspiele seiner Mannschaft und fiel anschließend aufgrund eines Mittelhandbruchs aus. Beim Finalspiel gegen Algerien saß Mendy wieder auf der Bank, kam bei der 0:1-Niederlage jedoch nicht zum Einsatz. Beim Afrika-Cup 2022 war er schließlich Stammtorwart und gewann mit der Mannschaft den Titel. Auch bei der WM 2022 stand er in allen Spielen seiner Mannschaft im Tor und erreichte mit ihr das Achtelfinale.

## Erfolge

### Verein
Stade Reims
- Meister der Ligue 2 und Aufstieg in die Ligue 1: 2018

FC Chelsea
- Champions-League-Sieger: 2021
- UEFA-Super-Cup-Sieger: 2021
- FIFA-Klub-Weltmeister: 2021

Al-Ahli
- AFC Champions League Elite-Sieger: 2024/25

## Nationalmannschaft
- Zweiter Platz beim Afrika-Cup 2019
- Sieger beim Afrika-Cup 2022

Individuell
- FIFA-Welttorhüter des Jahres: 2021
- Nominierung zum IFFHS-Welttorhüter des Jahres: 3. Platz 2021
- Nominierung zur Jaschin-Trophäe („Welttorhüter des Jahres“): 2. Platz 2021

## Familie
Sein Cousin Ferland Mendy ist ebenfalls Fußballprofi.